# Gaziantep

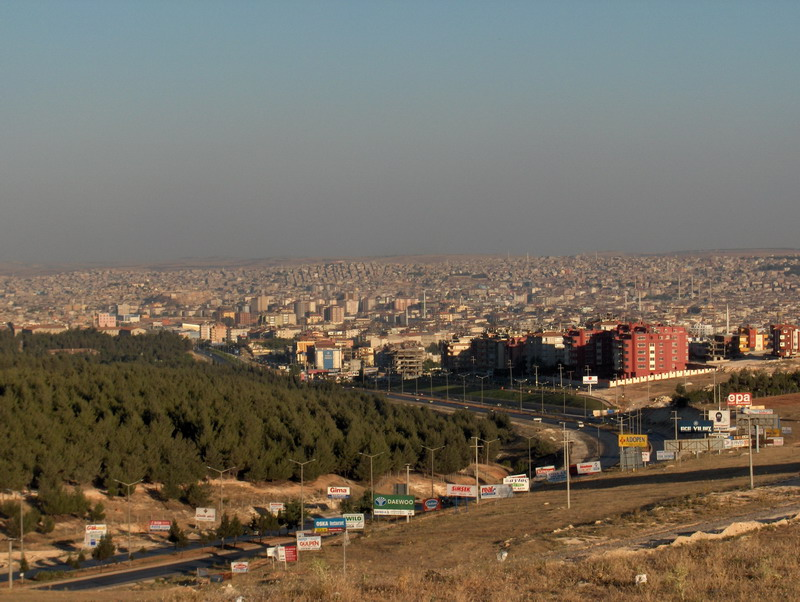
Gaziantep

Gaziantep (arabă: عنتاب,ʿAīntāb, kurdă: Entep sau Dîlok), cunoscut și scurt Antep, este un oraș din Turcia, în regiunea Anatolia de Sud-Est și este capitala Provincia Gaziantep cu același nume. Este aflat în apropierea graniței cu Siria. Cu o populație de aproximativ 1.714.775 locuitori în 2021, este al șaselea mare oraș al Turciei. Pe lângă turci și kurzi, trăiesc de asemenea și arabi în Gaziantep. Gaziantep este un important centru industrial (industria textilă) și comercial (comerț cu fistic). Vechiul nume al orașului este Aintab.

## Amplasarea geografică
Orașul este situat în partea de sud a Turciei centrale, în apropiere de granița cu Siria, lângă râul Sajur, un afluent al râului Eufrat, pe dealurile calcaroase la nord de Alep, Siria. Împrejurimile orașului sunt delimitate la sud de Siria și la est de râul Eufrat. Bine construit, cu case de piatră, străzi pavate și bazaruri acoperite, Gaziantepul este înconjurat de grădini, podgorii și plantații de măslini și nuci.

## Istoric
Orașul a avut o poziție strategică în apropierea rutelor comerciale antice, iar în săpăturile recente au fost descoperite fragmente de ceramică care indicau că orașul a fost locuit încă de la începutul mileniului al IV-lea î.Hr.
Cunoscut sub numele de Hamtap în Evul Mediu, orașul a fost o fortăreață importantă care asigura paza drumurilor siriene și a fost cucerit de turci în 1183. Apoi a fost sub stăpânirea diverselor dinastii turkmene și arabe și invadatorilor mongoli și timurizi până când a fost anexat în Imperiul Otoman la începutul secolului al XVI-lea.
Numit Aintab (în arabă ʿAyn Ṭāb: „primăvara bună”) în timpul dominației otomane, după Primul Război Mondial a fost ocupat de britanici în 1919 și de francezi până în 1921. În această perioadă a fost un centru al rezistenței naționaliste turcești împotriva ocupației europene. Când a revenit sub stăpânirea Turciei în 1922, Mustafa Kemal (numit mai târziu Atatürk), fondatorul republicii Turcia, orașul a fost redenumit în Gaziantep, în  onoarea istoricului său eroic (în turcă: gazi, luptător islamic).

## Cutremurul din 2023
În februarie 2023, un cutremur cu magnitudinea de 7,8 s-a produs la vest de Gaziantep, provocând distrugeri pe scară largă și mii de morți în regiune. Impactul cutremurului a fost unul extrem de mare, datorită faptului că acesta s-a produs la o adâncime foarte mică. Distrugerile au fost agravate de existența multor clădiri construite din materiale de calitate inferioară, nerespectarea normelor de construcție și prezența unor adăposturi improvizate care găzduiau sute de mii de refugiați strămutați în timpul războiului civil sirian.

## Industria
În oraș se află  întreprinderi producătoare de ciment, de prelucrare a pieilor, textile și alimentare. Este dezvoltat comerțul cu fistic. Orașul este bine cunoscut prin fabricile sale de vinuri, dulciuri (halva și baclava) și pecmez (must din struguri); alte produse fabricate includ preparatele din fistic, anison, tutun și covoarele din marochin.

## Cultura
Printre clădirile istorice se numără cetatea ruinată construită de împăratul bizantin Iustinian I (secolul al VI-lea e.n.) și moscheile datând din secolele al XI-lea și al XVI-lea. Un colegiu teologic medieval găzduiește un muzeu arheologic care are o colecție remarcabilă de sigilii hitite, descoperite în regiune.
În împrejurimile orașului locuite încă din antichitate se află așezările antice Duluk (vechiul Doliche; locul altarului lui Jupiter din Doliche); Kilis (Kilisi-ul asirian); și orașul neo-hititic Samal (Zincirli Höyük).

## Populația
Conform recensământului din 2000, în oraș locuiau 853.513 persoane, iar în 2021 se estima că în oraș locuiau 1.714.775 persoane.

## Nume
Numele Gaziantep este format din două părți: Ghāzī, care înseamnă „luptător” și Antep. Gazi a fost adăugat prima dată în anul 1921, în timpul Războiului de Independență al Turciei, printr-o decizie a Adunării Naționale,  după ce locuitorii s-au ridicat împotriva ocupației militare franceze. Cu toate acestea, orașul este încă numit Antep de mulți locuitori, de asemenea, se aude și Ayintap sau Aintab (arabă: عنتاب). În limba kurdă, orașul se numește Entep sau Dîlok.

## Clima
| Date climatice pentru Gaziantep                        | Date climatice pentru Gaziantep | Date climatice pentru Gaziantep | Date climatice pentru Gaziantep | Date climatice pentru Gaziantep | Date climatice pentru Gaziantep | Date climatice pentru Gaziantep | Date climatice pentru Gaziantep | Date climatice pentru Gaziantep | Date climatice pentru Gaziantep | Date climatice pentru Gaziantep | Date climatice pentru Gaziantep | Date climatice pentru Gaziantep | Date climatice pentru Gaziantep |
| Luna                                                   | Ian                             | Feb                             | Mar                             | Apr                             | Mai                             | Iun                             | Iul                             | Aug                             | Sep                             | Oct                             | Nov                             | Dec                             | Anual                           |
| ------------------------------------------------------ | ------------------------------- | ------------------------------- | ------------------------------- | ------------------------------- | ------------------------------- | ------------------------------- | ------------------------------- | ------------------------------- | ------------------------------- | ------------------------------- | ------------------------------- | ------------------------------- | ------------------------------- |
| Maxima medie °C (°F)                                   | 8.0 (46,4)                      | 9.6 (49,3)                      | 14.3 (57,7)                     | 19.9 (67,8)                     | 25.7 (78,3)                     | 31.5 (88,7)                     | 35.6 (96,1)                     | 35.6 (96,1)                     | 31.4 (88,5)                     | 24.4 (75,9)                     | 16.2 (61,2)                     | 10.0 (50)                       | 21,85 (71,33)                   |
| Minima medie °C (°F)                                   | −0.8 (30,6)                     | 0.1 (32,2)                      | 3.2 (37,8)                      | 7.5 (45,5)                      | 12.0 (53,6)                     | 17.1 (62,8)                     | 21.0 (69,8)                     | 21.0 (69,8)                     | 16.3 (61,3)                     | 10.5 (50,9)                     | 4.5 (40,1)                      | 1.1 (34)                        | 9,46 (49,02)                    |
| Precipitații mm (inches)                               | 90.2 (3.551)                    | 83.3 (3.28)                     | 74.0 (2.913)                    | 54.0 (2.126)                    | 29.3 (1.154)                    | 7.5 (0.295)                     | 6.2 (0.244)                     | 6.0 (0.236)                     | 7.3 (0.287)                     | 38.7 (1.524)                    | 68.3 (2.689)                    | 93.6 (3.685)                    | 558,4 (21,984)                  |
| Umiditate [%]                                          | 72                              | 68                              | 63                              | 61                              | 54                              | 45                              | 37                              | 38                              | 45                              | 56                              | 68                              | 71                              | 56,5                            |
| Nr. mediu de zile ploioase                             | 12.3                            | 12.3                            | 12.1                            | 10.6                            | 6.8                             | 2.0                             | 0                               | 0                               | 1.5                             | 6.5                             | 8.7                             | 11.9                            | 84,7                            |
| Ore însorite                                           | 117.8                           | 124.7                           | 170.5                           | 213.0                           | 279.0                           | 348.0                           | 347.2                           | 319.3                           | 273.0                           | 223.2                           | 165                             | 117.8                           | 2.698,5                         |
| Sursa nr. 1: Devlet Meteoroloji İșleri Genel Müdürlüğü |                                 |                                 |                                 |                                 |                                 |                                 |                                 |                                 |                                 |                                 |                                 |                                 |                                 |
| Sursa nr. 2: Weatherbase                               |                                 |                                 |                                 |                                 |                                 |                                 |                                 |                                 |                                 |                                 |                                 |                                 |                                 |

## Personalități născute aici
- Nedim Gürsel (n. 1951), scriitor;
- Ahmet Ümit (n. 1960), scriitor.